# 1943-1982
1943-1982 es un álbum recopilatorio doble de Astor Piazzolla editado por RCA en 1982, con grabaciones dispuestas en orden cronológico que comprenden el periodo citado en el título del álbum, comenzando con una grabación de «Inspiración» de 1943 de Luis Rubistein y Peregrino Paulos, con arreglos de Piazzolla para la orquesta de Aníbal Troilo, hasta la actualidad en ese momento, con registros en vivo de Piazzolla Goyeneche en vivo (Mayo 1982) Teatro Regina. El álbum incluye dos temas inéditos, «Garúa» del álbum en vivo de 1982, y «Milonga Triste», un dúo de Piazzolla en bandoneón consigo mismo, doblado gracias a la grabación multipista.

## Características
El músico anteriormente había hecho un repaso de su carrera en su álbum 20 años de vanguardia con sus conjuntos de 1964 editado por el sello Philips. En ese álbum Astor Piazzolla hizo una retrospectiva de su carrera, reorganizando la Orquesta Típica, la Orquesta de Cuerdas y el Octeto Buenos Aires, convocando donde fuera posible a los mismos músicos de entonces y utilizando los mismos arreglos. El álbum se completó con versiones del Quinteto y Trio. En cambio, 1943-1982 es el primer álbum de recopilación en hacer un repaso cronológico de la obra de Astor Piazzolla, comenzando con el tango «Inspiración» de Luis Rubistein y Peregrino Paulos, el primer arreglo que hizo Piazzolla y que fue grabado por la orquesta de Aníbal Troilo con armonías clásicas el 3 de mayo de 1943 para RCA Victor.
Entre la selección de pistas, se destacan dos temas inéditos: «Milonga triste» es una grabación proveniente de las sesiones de grabación del álbum Concierto para Quinteto del 13 de agosto de 1970, mientras que la versión de "Garúa" se trata de un dúo entre Roberto Goyeneche en voz y Piazzolla en bandoneón, fue un tema descartado del álbum en vivo Piazzolla Goyeneche en vivo (Mayo 1982) Teatro Regina de 1982.

## Grabación
- A1: grabado el 3 de mayo de 1943
- A2, A3: grabado el 28 de enero de 1961
- A4, A6: grabado el 3 de abril de 1961
- A5: grabado el 17 de abril de 1961
- B1, B2: grabado el 4 de diciembre de 1969
- B3: grabado en vivo el 19 de mayo de 1970 en el Teatro Regina, Buenos Aires
- B4, C1: grabado el 3 de diciembre de 1970
- C2, C3: bandoneón solo grabado el 22 de diciembre de 1970
- C4: dúo de bandoneones grabado el 13 de agosto de 1970
- D1: grabado el 10 de diciembre de 1971
- D2: grabado el 22 de marzo de 1972
- D3: grabado el 27 de julio de 1973
- D4, D5: grabado en vivo el 30 de mayo de 1982, en el Teatro Regina, Buenos Aires

## Lanzamientos y publicaciones
1943-1982 fue editado originalmente por RCA Victor en 1982 en Argentina, al año siguiente RCA lo lanzó en Alemania, Colombia, y en 1985 en Europa, allí en general se publicó con una portada distinta. En Europa se reeditó en 1985 y en Alemania en 1990 (en formato de doble CD). En 1997 se editó en CD en Rusia. En Argentina se editó en CD doble recién en 2007 por RCA/BMG.

## Lista de canciones
Todas las canciones escritas y compuestas por Astor Piazzolla, excepto donde se indica. 
| Lado A |                                                                                 |                                                   |          |  |
| N.º    | Título                                                                          | Detalle                                           | Duración |  |
| 1.     | «Inspiración» (autores: Luis Rubistein y Peregrino Paulos, arreglos: Piazzolla) | Orquesta Aníbal Troilo con Piazzolla en bandoneón | 3:06     |  |
| 2.     | «Adiós Nonino»                                                                  | Quinteto Astor Piazzolla                          | 4:11     |  |
| 3.     | «Calambre»                                                                      | Quinteto Astor Piazzolla                          | 2:41     |  |
| 4.     | «Prepárense»                                                                    | Quinteto Astor Piazzolla                          | 3:20     |  |
| 5.     | «Redención» (Alfredo Gobbi)                                                     | Quinteto Astor Piazzolla                          | 2:51     |  |
| 6.     | «Triunfal»                                                                      | Quinteto Astor Piazzolla                          | 3:33     |  |

Todas las canciones escritas y compuestas por Astor Piazzolla, excepto donde se indica. 
| Lado B |                                                                   |                          |          |  |
| N.º    | Título                                                            | Detalle                  | Duración |  |
| 1.     | «Balada para un loco» (música: Piazzolla, letras: Horacio Ferrer) | Canta Roberto Goyeneche  | 4:26     |  |
| 2.     | «Chiquilín de Bachín» (música: Piazzolla, letras: Horacio Ferrer) | Canta Roberto Goyeneche  | 3:18     |  |
| 3.     | «Verano Porteño»                                                  | Quinteto Astor Piazzolla | 3:34     |  |
| 4.     | «Invierno Porteño (versión 2)»                                    | Quinteto Astor Piazzolla | 6:34     |  |

Todas las canciones escritas y compuestas por Astor Piazzolla, excepto donde se indica. 
| Lado C |                                                                   |                                                                               |          |  |
| N.º    | Título                                                            | Detalle                                                                       | Duración |  |
| 1.     | «Concierto para quinteto»                                         | Quinteto Astor Piazzolla                                                      | 8:47     |  |
| 2.     | «La Casita de mis Viejos» (Enrique Cadícamo y Juan Carlos Cobián) | Solo de Piazzolla en bandoneón                                                | 2:36     |  |
| 3.     | «Milonga Triste» (Homero Manzi y Sebastián Piana)                 | Dúo de Piazzolla en bandoneón consigo mismo, doblado con grabación multipista | 3:37     |  |
| 4.     | «El motivo» (Pascual Contursi y Juan Carlos Cobián)               | Dúo de bandoneones entre Astor Piazzolla y Aníbal Troilo                      | 2:59     |  |

Todas las canciones escritas y compuestas por Astor Piazzolla, excepto donde se indica. 
| Lado D |                                                               |                                                     |          |  |
| N.º    | Título                                                        | Detalle                                             | Duración |  |
| 1.     | «Tristeza de un Doble A»                                      | Astor Piazzolla y su Conjunto 9                     | 7:10     |  |
| 2.     | «El Gordo Triste» (música: Piazzolla, letras: Horacio Ferrer) | Astor Piazzolla - Amelita Baltar & Orquesta         | 3:35     |  |
| 3.     | «Un Día de Paz»                                               | Astor Piazzolla - Orquesta                          | 3:14     |  |
| 4.     | «Garúa» (Troilo y Cadícamo)                                   | Astor Piazzolla y Quinteto, canta Roberto Goyeneche | 3:17     |  |
| 5.     | «La Muerte del Ángel»                                         | Astor Piazzolla y su Quinteto                       | 2:58     |  |

## Créditos
- Astor Piazzolla - bandoneon (pistas: A1 a D5)
- Héctor Console - contrabajo: (pista: D5)
- Kicho Díaz - contrabajo (pistas: A2 a A6, B3 a C1, D1)
- José Bragato - violonchelo (pistas: D1)
- Cacho Tirao - guitarra (pistas: B3 a C1)
- Horacio Malvicino - guitarra (pistas: A2, A3)
- Oscar López Ruiz - guitarra (pistas: A4 a A6, D1, D5)
- Peter Harenberg - masterización
- José Correale - percusión (pistas: D1)
- Jaime Gosis - piano (pistas: A2 a A6)
- Osvaldo Manzi - piano (pistas: B3 a C1, D1)
- Pablo Ziegler - piano (pistas: D5)
- Nestor Panik - viola (pistas: D1)
- Antonio Agri - violín (pistas: B3 a C1, D1), Elvino Vardaro - violín (pistas: A4 a A6), Fernando Suárez Paz - violín (pistas: D5), Hugo Baralis - violín (pistas: D1), Simon Bajour - violín (pistas: A2 y A3)